# ويسين و يانديل
ويسين و ياندل (بالإسبانية: Wisin & Yandel) هما ثنائي ريغيتون بورتوريكي ، بدآ العمل معا منذ سنة 1998 ومستمران حتى الآن تغني الفرقة البوب اللاتيني والراب وغنوا مع مغنيين كبار مثل جنيفر لوبيز وإنريكيه إغليسياس وإيكون وفيفتي سنت واينا وغيرهم.

## المسيرة الفنية

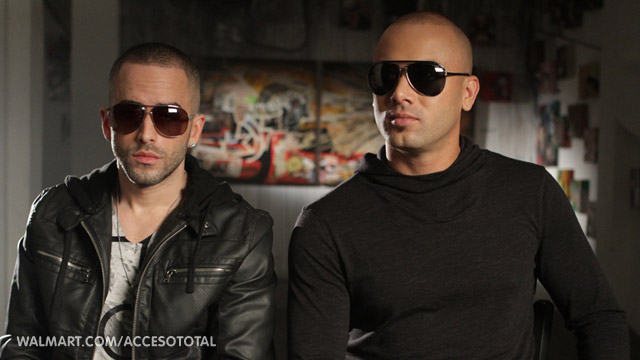
ويسين على اليمين و ياندل على اليسار

خلال مسيرتهما المشتركة التي استمرت 20 عامًا، حصل الثنائي على العديد من الجوائز في الولايات المتحدة وأمريكا اللاتينية، بالإضافة إلى جائزة غرامي وجائزة غرامي اللاتينية وعشر جوائز بيلبورد لاتينية وجائزة إم تي في للفيديو الموسيقي واثني عشر من بينتود، وجائزتي إم تي في أمريكا اللاتينية، و13 جائزة لو نويسترو، وجوائز أخرى.
يحمل الثنائي الرقم القياسي لمعظم الأرقام على مخطط بيلبورد اللاتينية إيقاع البث، مع 14 أغنية يليهما دادي يانكي بـ 13 أغنية، بالإضافة إلى الرقم القياسي لمعظم الأرقام بواسطة ثنائي أو مجموعة على مخطط أغاني بيلبورد اللاتينية، مع 8 الأغاني. يمتلك الثنائي 10 أغاني حصلت على المركز الأول لأغاني هوت اللاتينية. وحققت جولاتهم العالمية عمليات بيع قياسية في أهم القاعات والملاعب في كل مدينة ظهروا فيها، بما في ذلك ستيبلز سينتر في لوس أنجلوس، وامريكان ايرلاينز ارينا في ميامي، وماديسون سكوير جاردن في نيويورك. وحقق الفنانان اللاتينيان جائزة الأكثر مبيعًا بـ 15 مليون نسخة. وتبلغ ثروتهما الصافية 40 مليون دولار.

## وصلات خارجية
- WisinyYandel على تويتر.
- ويسين و يانديل  على فيسبوك.